# Calendário babilônico
Calendário babilônico é um calendário lunissolar composto por doze meses lunares, e com um décimo-terceiro mês incluído em alguns momentos, para sincronizar as festas, associadas a datas no calendário, com as estações. Há evidências do uso deste calendário desde 2500 a.C.
As observações astronômicas, referenciadas a este calendário primitivo, eram inacuradas, e não permitiam aos adivinhos fazer previsões. À época do estabelecimento do calendário de Nabonassar, cujo início foi o ano 747 a.C., os babilônios já possuiam conhecimento mais preciso dos ciclos lunissolares, o que permitiu a determinação precisa das tabelas cronológicas. O ciclo do calendário babilônico era de dezenove anos.